# Maggy Monier
Pour les articles homonymes, voir Monnier et Mounier.
Maggy Monier, dite aussi Margaret Mounier ou Marguerite Mounier[réf. nécessaire], née Marguerite Beck le 22 décembre 1887 dans le 6e arrondissement de Paris et morte le 9 janvier 1965 à  Châtenay-Malabry, est une peintre et illustratrice française. Elle a notamment illustré des beaux livres et des cartes postales art déco.

## Biographie

### Jeunesse et famille
Maggy Monier naît sous le nom de Marguerite Beck en 1887 à Paris, fille naturelle de Marie Beck, gouvernante. En 1894, elle est légitimée par le mariage de sa mère avec Paul Poirion, dont elle prend le patronyme. À l'âge de 18 ans, elle devient Mme Marguerite Monier en épousant à Châtenay-Malabry le sculpteur Émile Monier, fils de Joseph Félix Monier, écrivain et homme politique.

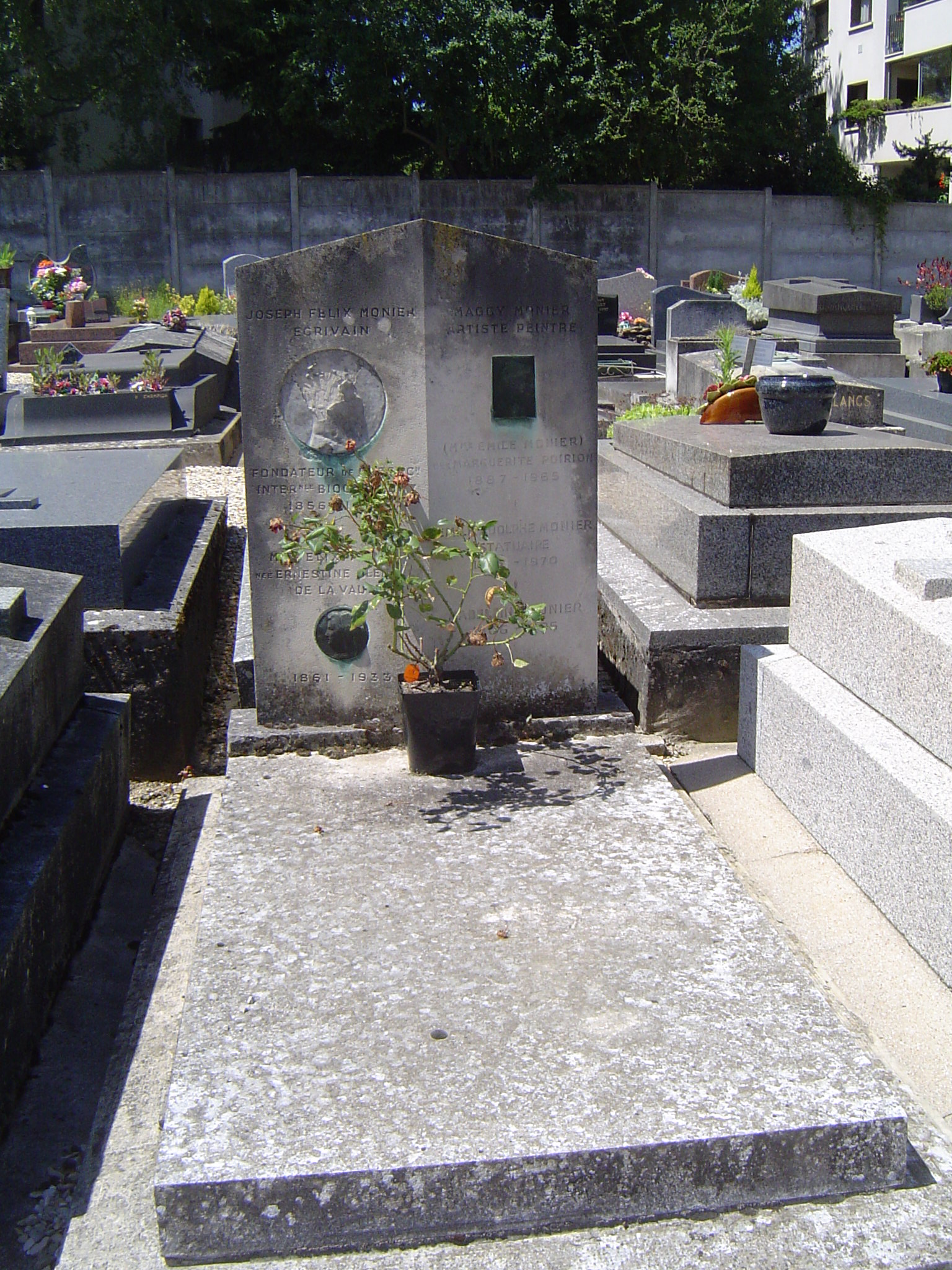
Sépulture de Maggy Monier, cimetière ancien de Châtenay-Malabry

### Carrière
Sous le nom de Maggy Monier, elle a exposé en 1925 à la galerie G.-L Manuel frères, en 1926 , au Salon des indépendants en 1927.
Elle a principalement illustré pour les éditions Nilsson.
Morte en 1965 à Châtenay-Malabry, elle repose au cimetière ancien de Châtenay-Malabry, aux côtés de son beau-père, mort en 1926, et de son mari, mort en 1970.

## Œuvres (illustrations)
- Légendes d'Orient et d'Occident d’Édouard Schuré, aquarelles, Librairie Nilsson, s.d. (1922)[7]
- Les Fleurs du mal de Baudelaire, aquarelles, Librairie Nilsson, collection « Lotus », s.d.
- Les Mains d'Orlac de Maurice Renard, couverture, Librairie Nilsson, 1920
- Carmen de Prosper Mérimée, aquarelles, Librairie Nilsson, collection « Lotus », 1928
- Voyage autour de ma chambre. Expédition nocturne. Le Lépreux de la cité d'Aoste de Xavier de Maistre, Nilsson (1930)
- Le Barbier de Séville - La Mère coupable de Beaumarchais, Paris, Librairie Gründ (1935), couverture illustrée
- Jean des Figues de Paul Arène, illustrations couleurs, Éditions littéraires de France, sans date (925 exemplaires)
- Sylvie et la Bohème galante, Nilsson, Paris, 1930
- Le Bain de l'Antiquité jusqu'à nos jours, Paris, Les Belles Collections, s. d. (vers 1930), illustré de 32 aquarelles